# Giuseppe Modorati
Giuseppe Modorati (Milano, 1827 – Carate Brianza, 1923) è stato un pittore italiano.

## Biografia
Residente a Milano, studiò all'Accademia di Brera. Successivamente fu custode delle Gallerie del Museo di Brera, ove eseguì spesso dei restauri.
Pittore prolifico ed eclettico, dipingeva soggetti storici, sacri e di genere, oltre a ritratti. Nel 1880 espose a Torino Cristo al Getsemani. Nel 1883 espose a Milano: I Garibaldini e i Bersaglieri di Manara difendono la breccia di Roma nel 1849, e una mezza figura dal titolo Pensierosa. Nel 1886 espose all'Esposizione Nazionale: Troppo tardi, Rifugio d'amore, Placido sonno e Le sirene, disegno a carboncino.